# Andrej Suchověckij
Andrej Alexandrovič Suchověckij (rusky Андрей Александрович Суховецкий, 25. června 1974 – 28. února 2022, pravděpodobně Hostomel) byl ruský generálmajor. Byl zabit ukrajinským odstřelovačem několik dní po zahájení ruské invaze na Ukrajinu.

## Život
V roce 1995 vystudoval Suchověckij Vyšší velitelskou školu výsadků v Rjazani. Kariéru začínal jako velitel čety, poté se stal velitelem štábu gardové výsadkové útočné jednotky.
Účastnil se války v Jižní Osetii (2008) i vojenské intervence v Sýrii (2015).
Za svou roli během anexe Krymu Ruskou federací byl vyznamenán prezidentem Vladimirem Putinem.
Byl zabit ukrajinským odstřelovačem několik dní po zahájení ruské invaze na Ukrajinu. V té době byl zástupcem velitele 41. vševojskové armády. Ruská strana tehdy přiznávala, že na Ukrajině přišla o 498 vojáků, Suchověckij z nich byl nejvýše postaveným vojenským činitelem.